# 六才子書
六才子書是由明末清初金聖歎所評定。
- 第一才子書：莊子所著《莊子》子書
- 第二才子書：屈原所著《離騷》辭賦(楚辭)
- 第三才子書：司馬遷所著《史記》
- 第四才子書：杜甫的詩作《杜詩》
- 第五才子書：施耐庵所著《水滸傳》，原書一百二十回，刪定為七十回。小說
- 第六才子書：王實甫所編《西廂記》 戲曲